# 奈交自動車整備
奈交自動車整備株式会社（なこうじどうしゃせいび）は、自動車整備事業などを行う奈良交通グループの子会社である。
自動車整備業、自動車、自動車部品用品、設備機器等の販売および修理ならびに賃貸、建設工事、設備工事の請負、企画、設計、管理ならびにコンサルティング業務、建物付属電気設備、空調設備機器の清掃、維持管理、損害保険、生命保険代理業などを行っている。

## 概要
- 1961年（昭和36年）3月 - 奈交商事株式会社より整備工場譲受。
- 1962年（昭和37年）4月 - 本社社屋および奈良工場を奈良市大安寺に新築。
- 1965年（昭和40年）5月 - 販売部門の新設、自動車部品・用品の販売開始。
- 1966年（昭和41年）7月 - 損害保険部門の新設、自動車保険・火災保険の取扱開始。
- 1972年（昭和47年）3月 - 橿原営業所開設。（現・支店）
- 1975年（昭和50年）4月 - がん保険部門の新設、がん保険の取扱開始。
- 2003年（平成15年）7月 - 奈良西工場を奈良市西九条町に開設、本社事務所を同敷地内に移転。
- 2006年（平成18年）5月 - アフラックサービスショップ登美ヶ丘店を奈良市中登美ヶ丘に開設。
- 2013年 (平成25年)10月 - 損害保険事業部奈良支店・橿原支店・生命保険事業部を統合し、保険事業部（ナコー保険センター）を奈良市大安寺に開設
- 2016年 (平成28年)12月 - 奈良工場（奈良市大安寺）大型部門を奈良西工場に統合し、奈良西工場北棟を奈良市西九条町に開設
- 2017年 (平成29年) ３月 - 旧奈良工場（奈良市大安寺）を閉鎖し、奈良西工場（奈良市西九条町）名称を奈良工場に変更
- 2018年 (平成30年) ２月 - 奈良市大安寺に販売事業部新事務所および倉庫改修竣工